# Michael John Smith
Michael John Smith (Beaufort, 30 aprile 1945 – Cape Canaveral, 28 gennaio 1986) è stato un astronauta statunitense, vittima dell’incidente del Challenger.

## Biografia
(Ronald Reagan)
Nato nella Carolina del Nord, Smith era sposato con Jane e aveva tre figli. Nel 1967 conseguì un Bachelor of science in scienze navali alla United States Naval Academy seguito nel 1968 da un master in ingegneria aeronautica. Successivamente diventò pilota e combatté durante la guerra del Vietnam. Continuò la carriera militare fino a diventare pilota collaudatore.
Nel maggio del 1980 fu inserito nel programma astronauti e fu assegnato come pilota alla missione STS-51-L del Challenger. Smith criticò la decisione della NASA di annullare la partenza prevista inizialmente per il 26 gennaio poiché le previsioni del tempo promettevano pioggia. La missione partì il 28 gennaio, ma lo Shuttle si disintegrò 73 secondi dopo il lancio. Smith riposa nel Cimitero nazionale di Arlington, Virginia.